# クラウス・マケラ
クラウス・マケラ（Klaus Mäkelä, 1996年 - ）は、フィンランドの指揮者、チェリスト。

## 経歴
1996年生まれ。シベリウス・アカデミーでヨルマ・パヌラに指揮を、マルコ・ウルーネン、ティモ・ハンヒネン、ハンヌ・キースキにチェロを学ぶ。チェリストとして数々のオーケストラと共演しつつ、10代の頃から指揮者として国内で頭角を現した。
2016年には、音楽事務所ハリソン・パロットと契約した。なお、この時にはすでにヘルシンキ ・フィルハーモニー管弦楽団や、タピオラ・シンフォニエッタを指揮した経験があり、さらにチェリストとしてフィンランドの主要オーケストラと共演していた。また、同年にはエーテボリ交響楽団を指揮してスウェーデンデビューを果たしている。
2017年には、MDR交響楽団を指揮してドイツにデビューした。また、のちに首席客演指揮者を務めることになるスウェーデン放送交響楽団にデビューした。さらに、フィンランド国立歌劇場にてモーツァルト作曲の『魔笛』を指揮し、オペラデビューを果たした。
2018年には、サントリーホールで行われた東京都交響楽団のプロムナード・コンサートにて、シベリウス作曲の『レンミンカイネンの帰郷』『交響曲第1番』などを指揮して日本デビューを果たした。また、ミネソタ管弦楽団を指揮して北米デビューを果たすとともに、のちに (2020年) 首席指揮者を務めることになるオスロ・フィルハーモニー管弦楽団にデビューした。なお、同年より、タピオラ・シンフォニエッタのアーティスト・イン・アソシエーション、ならびにスウェーデン放送交響楽団の首席客演指揮者に就任した。
2019年には、バンベルク交響楽団、クリーヴランド管弦楽団、パリ管弦楽団にデビューした。さらに、ハレ管弦楽団を指揮してイギリスデビューを果たした。なお、指揮者エサ＝ペッカ・サロネンとフィンランド国立歌劇場による『ニーベルングの指輪』のツィクルスにおいてアシスタントを務めた。また、トゥルク音楽祭の芸術監督に就任した。
2020年には、バイエルン放送交響楽団、フランス放送フィルハーモニー管弦楽団へのデビューを果たした。また、同年からオスロ・フィルハーモニー管弦楽団の首席指揮者およびアーティスティック・アドバイザーに就任するが、契約が開始される前に、契約期間が3年から7年へと延長された。なお、同じく2020年にはNDRエルプフィルハーモニー管弦楽団やミュンヘン・フィルハーモニー管弦楽団、ロンドン・フィルハーモニー管弦楽団などにデビューする予定であったが、新型コロナウイルスの影響でキャンセルとなった。
2020年6月、パリ管弦楽団の次期音楽監督に決定した。2020年秋から音楽顧問を務めた上で、2021年の秋に正式着任。
2022年6月、2027年からマケラがロイヤル・コンセルトヘボウ管弦楽団の首席指揮者に就任することが発表された。
2024年4月2日、2027年9月から5年間、シカゴ交響楽団音楽監督に就任することが発表された。シカゴ交響楽団音楽監督就任についての所属マネジメント発表

## 使用楽器
使用しているチェロは、1698年のジョバンニ・グランチーノ製であり、OP芸術財団から貸与されている。

## 演奏動画
- ショスタコーヴィチ『交響曲第７番』 - hr交響楽団 公式YouTube
- ベートーヴェン『交響曲第9番』 - オスロ・フィルハーモニー管弦楽団公式YouTube

## 初演作品
- エサ＝ペッカ・サロネン『チェロ協奏曲』 - トルルス・モルクとオスロ・フィルハーモニー管弦楽団とともにノルウェー初演を担当した[38]。
- サウリ・ジノヴィエフ『バッテリア』 - 2019年にバンベルク交響楽団とともにドイツ初演を担当した[39]。

## 受賞
- 2019年：フィンランド賞（フィンランド語版）を受賞した[40]